# 約翰四世大馬路
約翰四世大馬路（葡萄牙語：Avenida de D. João IV）位於澳門半島南灣，是澳門的交通樞紐之一，東北端連接水坑尾街由南灣大馬路起，沿途交有賈那韶巷、南灣巷、馬統領街及殷皇子大馬路，西南端至蘇亞利斯博士大馬路止並連接南灣中巷。全長約280米，闊約25米。街道名稱是以葡萄牙布拉干薩王朝的第一任國王若昂四世為名。在1980年代時，此街曾是澳門其中一處當鋪林立地。

## 名稱由來

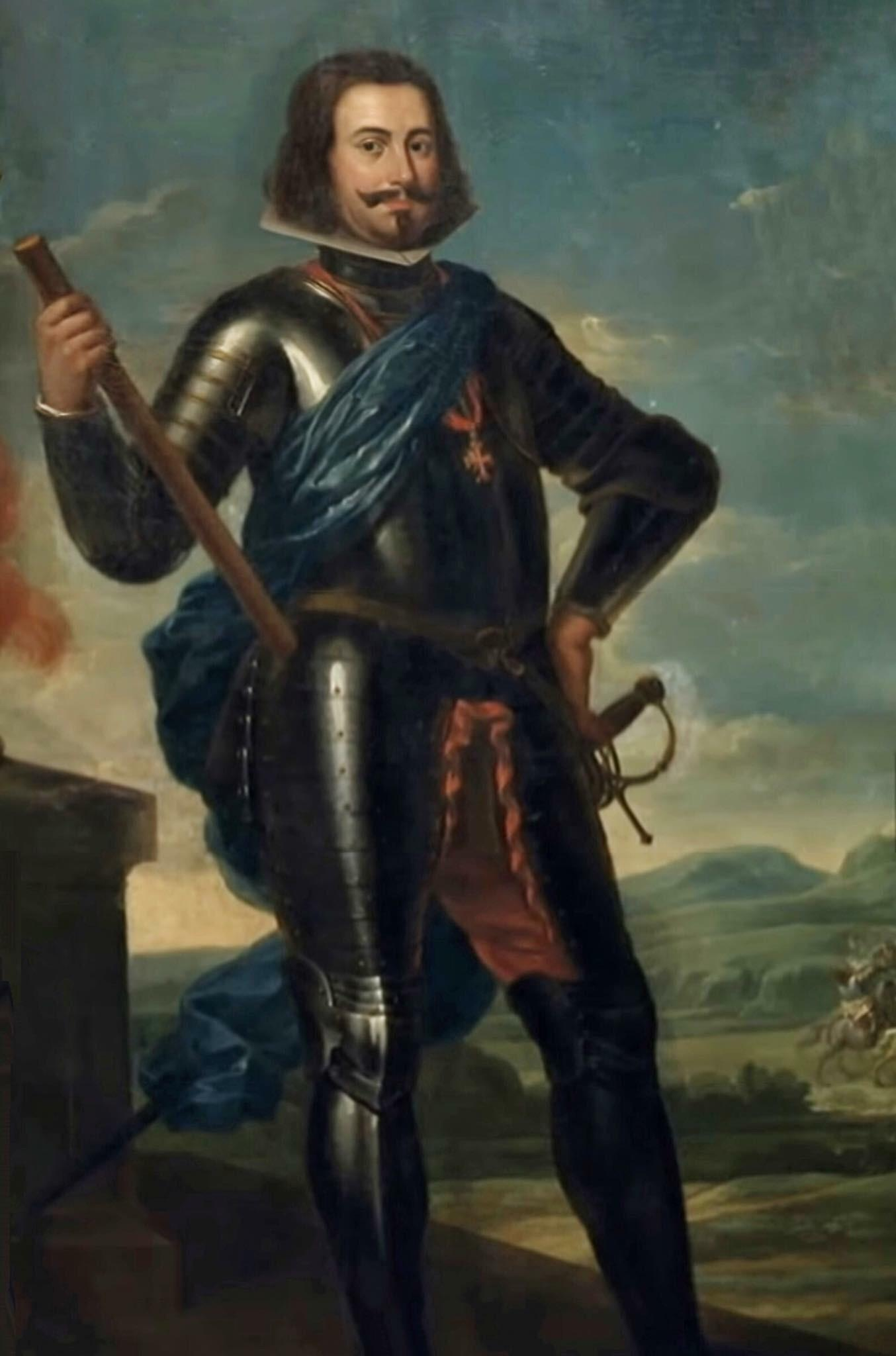
若昂四世

這條街道的名字「約翰四世」，是葡萄牙復國後的第一任國王——若昂四世（João IV）的名字在澳門的音譯，命名於1940年5月18日。若昂四世生於1604年，在登基之前是葡萄牙第六任布拉干薩公爵。1620年代起西班牙對葡萄牙的統治不得人心，造成國內起義不斷，終於在1640年葡萄牙的貴族們推翻西班牙的統治，若昂四世被推為新國王，至1656年病死，王位則由他的兒子阿方索六世繼承。
氹仔亦有一條以布拉干薩公爵為名的街道，是為布拉干薩街（Rua de Bragança）。

## 歷史沿革及景況
約翰四世大馬路的位置原屬海洋，至1930年代南灣填海後這一帶才出現，其後前國立殷皇子紀念中學（後來易名為利宵中學）及商業學校（現址為澳門葡文學校）在與殷皇子大馬路交界處設校址，而聖若瑟教區中學第二、三校（現址為中華廣場）也在與南灣大馬路交界設校。1956年此街中段建有金來大廈，成為當時澳門南灣區少有的屋邨型大廈。1975年，新麗華酒店在此馬路的西南端落成。

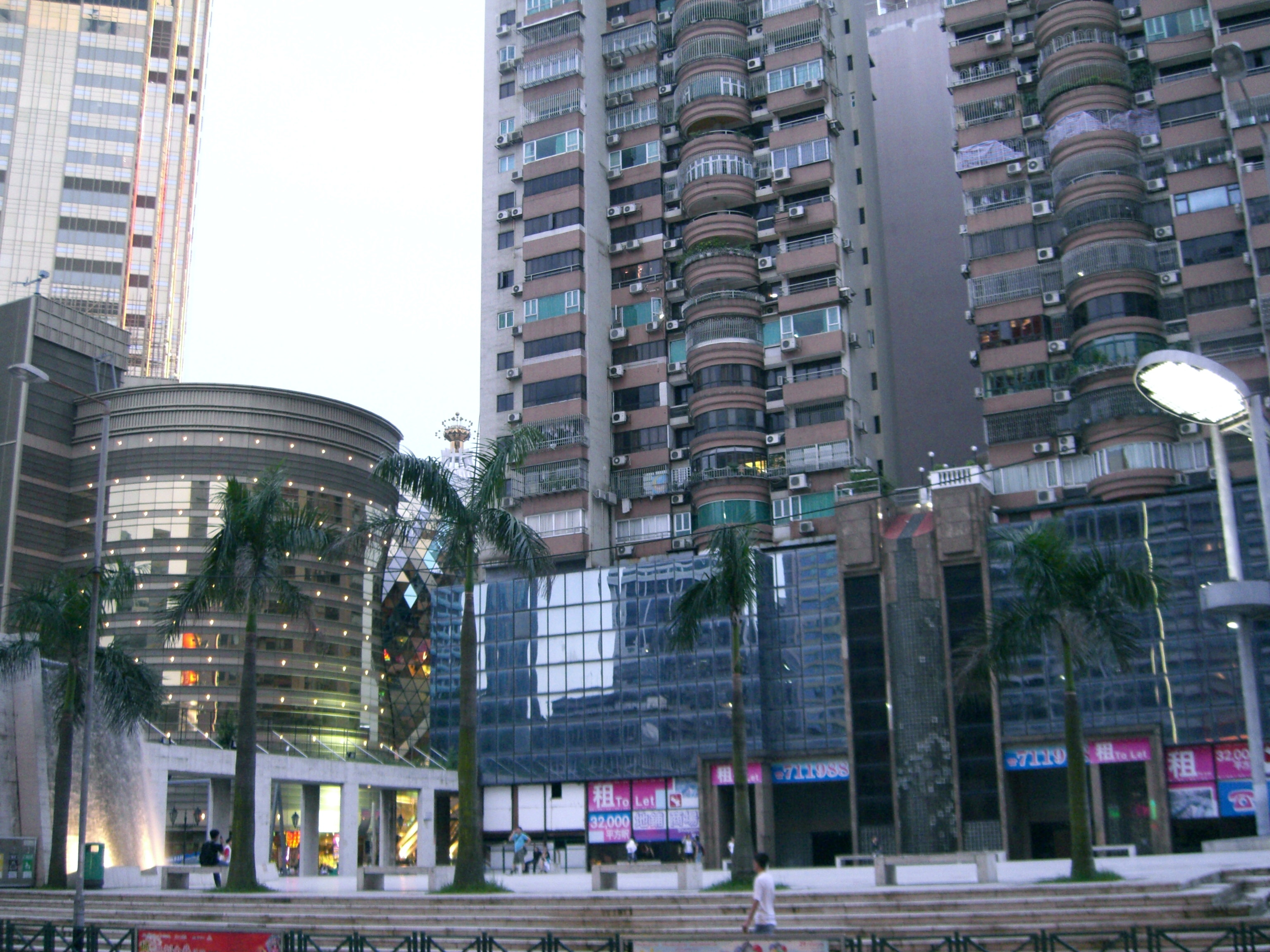
友誼廣場

1986年利宵中學搬遷，原址翌年拆卸，後被分成三個地段發展，其中以北的地段被發展為公眾用地，人稱「新麗華廣場」；後來該處再被發展，在廣場地底開辟停車場（名為栢佳停車場），並在廣場上加裝射燈及設置人工瀑布，並於1996年完工，命名為「友誼廣場（Praça da Amizade）」。1991年時，此馬路與殷皇子大馬路至水坑尾街曾經進行大型水管整修工程，有關當局考慮到此處交通壓力，在工程完結後把友誼廣場對出的一段路改為單向行車至今。現時這條馬路是澳門其中一條繁忙街道，與水坑尾街、荷蘭園大馬路組成一條來往中區與北區的主要幹線。
到了2012年6月，友誼廣場地庫開設永盟百貨。商場設15間店舖，租戶以國際時尚服裝及化妝和美容產品品牌為主。

## 昔日當鋪集中地
1980年代中至90年代初時，此街與殷皇子大馬路一帶曾經是當鋪密集之地，皆因這裏靠近葡京酒店，而當時新口岸區的房產亦未發展完全，故約翰四世大馬路一帶的商鋪自然地便屬當時最就近的地方之一。最高峰時期這一帶曾有逾10家押店開設，不過隨着新口岸區的迅速發展，1990年代中後期這裏的當鋪逐漸遷離或結業，至今約翰四世大馬路只剩兩家押店仍在營業。

## 沿途地點

### 新麗華酒店

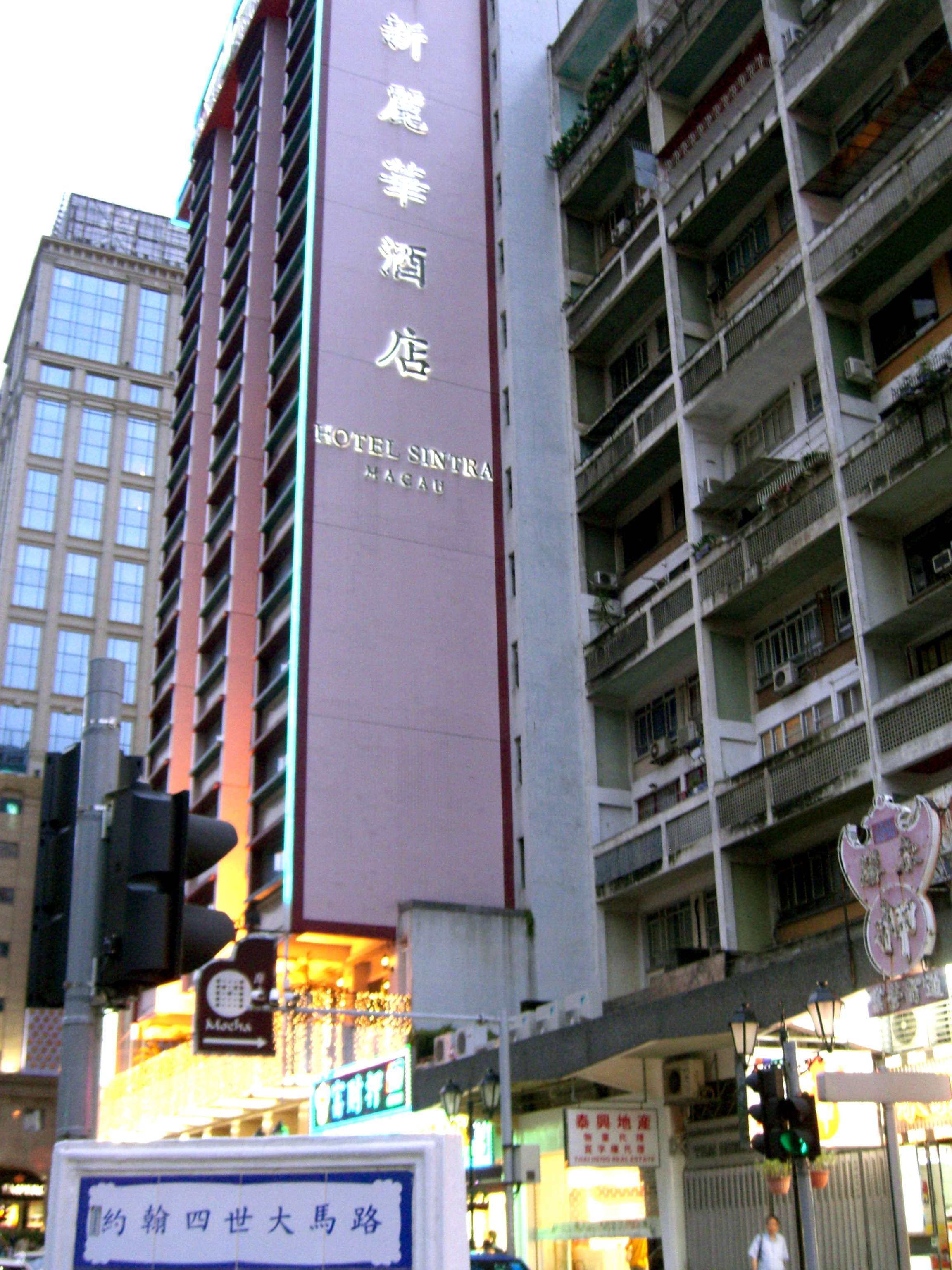
新麗華酒店

位於此街與蘇亞利斯博士大馬路交界的新麗華酒店（Hotel Sintra），落成於1975年，為一座樓高15層的三星級酒店，原為澳門旅遊娛樂有限公司旗下。1990年代酒店重新裝修，並轉為信德集團屬下的富利達國際酒店集團管理。酒店提供240間客房，還設有餐廳、購物中心、多功能會議廳和角子機娛樂場等。

### 其他
- 中華廣場
- 澳門葡文學校
- 教育及青年發展局

## 交通

### 公共巴士
M173 約翰四世大馬路（Av. D. João IV）
路線：3、4、5、6A、7、10、18、18A、18B、19、22、25、25B
M261 約翰四世大馬路／馬統領街（Av. D. João IV / R. do Comandante Mata e Oliveria）
路線：2A、7、12

## 備註
1. ↑  布拉干薩街位於氹仔中部，由埃武拉街至永誠街呈東南-西北走向，為華寶花園及金利達花園等多座屋苑的所在地。
2. ↑  在此另一側有一條商業學校街，街名亦由此而來。
3. ↑  按《市民日報》報道，羅保博士街是在金來大廈落成的時候命名的[參⁠ 8]。而羅保博士街命名於1956年[參⁠ 9]。
4. ↑  另外兩個地段則分別被發展為澳門華榕大廈及中國銀行澳門分行大廈。
5. ↑   註:

## 外部連結
- 澳門特別行政區行政長官辦公室. . 2006年11月27日.
- YouTube上的賽車遊戲「Project Gotham Racing 4」 中的約翰四世大馬路（2:37-2:45）